# Хусавикюрхёвдагёйнг
Хусавикюрхёвдагёйнг (исл. Húsavíkurhöfðagöng; слушатьо файле) — автомобильный тоннель, проложенный под возвышенностью Хусавикюрхёвди в регионе Нордюрланд-Эйстра на севере Исландии в городе Хусавик. Тоннель соединяет порт Хусавика с промзоной в Бакки и не используется для общего дорожного движения.

## Характеристика
Строительные работы в туннеле начались в 2012 году, когда были проведены геологические исследования. Первый взрыв в произошел 10 марта 2016 года, а для движения Хусавикюрхёвдагёйнг был открыт 4 ноября 2017 года. Через тоннель проходит участок дороги Баккавегюр 857, которая не имеет связи с национальной системой исландских дорог и предназначена только для перевозки грузов между портом в городе Хусавике и пригородной промзоной Бакки.
Тоннель, длиной 943 метра (990 м с бетонными порталами включительно) с продольный уклоном до 1,6%, вырыт в скальной породе под возвышенностью Хусавикюрхёвди. Состоит из одной галереи, движение осуществляется по двум полосам шириной 4,5 м в каждую сторону. Порталы имеют профиль в виде симметричного знака ᑎ. Работа тоннеля не зависит от погодных условий и он всегда открыт для проезда для грузового транспорта. Пешеходы, велосипедисты, личный и общественный транспорт в тоннель не допускаются.